# Unionoides
Els unionoides (Unionoida) són un ordre de mol·luscs bivalves d'aigua dolça. Molts dels bivalves de major grandària pertanyen a aquest ordre, incloent les musclos d'aigua dolça, que poden aconseguir una grandària de fins a 20 cm. Tots els mol·luscs pertanyents a aquest ordre tenen en comú un estat larvari parasitari en peixos i petxines amb alt contingut en matèria orgànica, que poden esquerdar-se si s'assequen. No poden sobreviure profundament enterrats en fons sedimentaris a causa de l'escassa longitud dels seus sifons.
S'inclouen unes 900 espècies dins d'aquest ordre, totes elles d'aigua dolça, distribuïdes pels sis continents. Moltes d'aquestes espècies estan amenaçades a causa de la degradació del seu hàbitat o a la sobre explotació, provocada per l'interès que suscita les seves petxines.